# 渡辺護 (映画監督)
渡辺 護（わたなべ まもる、1931年3月19日 - 2013年12月24日）は、日本の映画監督、脚本家、映画プロデューサーである。新劇の俳優から演出家に転向し、いわゆるピンク映画の黎明期からその隆盛を支え、美保純、可愛かずみのデビュー作を手がけたことで知られる。生涯を通じて多作であり、監督作だけでも210作を超えるといわれる。門前 忍（もんぜん しのぶ）という筆名を山本晋也と共有した。

## 人物・来歴
1931年（昭和6年）3月19日、東京府北豊島郡滝野川町（現在の東京都北区滝野川）に生まれる。父は恭三郎、母はナカ、姉・兄・弟・妹をもつ5人兄弟の次男（第3子）、生家は映画館であったため、映画はふんだんにみられる環境にあった。ドキュメンタリー映画『糸の切れた凧 渡辺護が語る渡辺護』（構成井川耕一郎、2011年製作）における渡辺の回想によれば、父の恭三郎が経営に関わっていた映画館は築地館（東京市王子区豊島町2丁目1番地、現在の北区豊島1丁目38番8号）であり、同館は大都映画の上映館であり、時期としては1939年（昭和14年）前後から1942年（昭和17年）までであったという。錦城中学校（現在の錦城学園高等学校）に進学後も、映画館通いを続けた。
1950年（昭和25年）、早稲田大学文学部演劇科に進学する。同学入学とともに、新協劇団の演出家・八田元夫が主宰する八田元夫演出研究所に入り、1958年（昭和33年）まで同研究所に所属した。この時期に、俳優の小松方正、内田良平、杉浦直樹らと知り合っている。新劇の舞台に立ったり、初期のテレビドラマに出演したりしていたが、1964年（昭和39年）、俳優の十朱三郎に誘われて成人映画の助監督になり、執筆した脚本が認められて、1965年（昭和40年）6月に『あばずれ』で監督としてデビューする。1967年（昭和42年）4月に公開された『情夫と情婦』をきっかけに、かつて新東宝（1961年倒産）の監督であった小森白率いる映画製作会社東京興映に入社するとともに、山本晋也を同社に紹介する。同年10月には、小森が総監督、渡辺・山本が監督にクレジットされた『悪道魔十年』を発表するが、翌1968年（昭和43年）には同社を離れる。
1969年（昭和44年）から向井寛の日本芸術映画協会の製作による作品を発表、同社での香取環の主演作『男ごろし 極悪弁天』（1969年公開）、国映製作による『明日なき暴行』（1970年10月公開）を経て、大和屋竺脚本作を2本、『(秘)湯の町 夜のひとで』（製作関東映配、1970年公開）、『おんな地獄唄 尺八弁天』（製作わたなべぷろ、1970年10月公開）を監督している。同年末には東京興映の小森と和解し、1971年（昭和46年）1月には小森との共同監督作品『日本恥部物語』（製作東京興映）を発表、同年7月、『ニッポンセックス縦断 東日本篇』を発表、同作は同年5月14日に逮捕された大久保清の犯罪をモチーフにした作品であった。この時代に渡辺が多く組んだ脚本家は石森史郎、阿部桂一、吉田義昭、撮影技師は池田清二であった。
1972年（昭和47年）以降、荒井晴彦、高橋伴明といった新しい脚本家・映画監督の脚本を採用した作品を発表するようになる。渡辺の公式ウェブサイトによれば、日本映画データベース等に脚本家の記録は残っていないが、大東映画が製作し、1974年（昭和49年）6月に公開された『制服の娼婦』、同年10月に公開された『痴漢と女高生』は荒井脚本によるものである。1979年（昭和54年）ころから高橋に入れ替わり、ガイラこと小水一男の脚本を多く採用するようになる。『人妻を縛る』（製作新東宝映画、1979年5月公開）、『激撮! 日本の緊縛』（製作ワタナベプロダクション、1980年2月公開）、『縄で犯す』（製作新東宝映画、1980年9月公開）等がその作品である。にっかつ（現在の日活）が当時推進していた「にっかつロマンポルノ」にも進出し、1981年（昭和56年）9月25日に公開された『制服処女のいたみ』（脚本小水一男、製作現代映像企画）では美保純を、1982年（昭和57年）11月15日に公開された『セーラー服色情飼育』（脚本小水ガイラ、製作フィルムワーカーズ）では可愛かずみをそれぞれデビューさせている。
1984年（昭和59年）2月11日に公開された『連続殺人鬼 冷血』（製作ジョイパックフィルム・フィルムワーカーズ）で初めて一般映画を演出したのちもピンク映画を撮り続けたが、1989年（平成元年）12月2日に公開された『生板本番 かぶりつき』（製作メディアトップ、配給新東宝映画）を最後にピンク映画の世界を去る。その後は、1992年（平成4年）2月13日に監督作『紅蓮華』（脚本沖島勲、製作三協映画）、2004年（平成16年）8月28日に同じく『片目だけの恋』（製作・配給ユーロスペース）を発表した。西山洋一（西山洋市）が監督した『ぬるぬる燗燗』（製作・配給新東宝映画、1996年2月24日公開）、塩田明彦が監督した『害虫』（製作日活・TBS・ソニーPCL、2002年3月16日公開）には、俳優として出演している。独立行政法人国立美術館が2005年（平成17年）に発表した『平成16年度独立行政法人国立美術館事業実績統計表』によれば、渡辺は、『紅蓮華』、および『(秘)湯の町 夜のひとで』『おんな地獄唄 尺八弁天』の3作の上映用プリント等を東京国立近代美術館フィルムセンターに寄贈している。初期作品をはじめ現物が失われた作品も多いが、上記の所蔵やビデオ化、再上映を通じて、映像においてもドラマにおいても、ピンク映画界が一般映画に大勢の名監督を輩出し始める遥か以前から分野を支え続けた重鎮としての演出力を確認することができる。
2013年（平成25年）12月24日、東京都内の病院で大腸がんのため死去した。満82歳没。2009年（平成21年）12月に撮影を開始した『糸の切れた凧　渡辺護が語る渡辺護』は、井川による「渡辺護自伝的ドキュメンタリープロジェクト」の全10部のうち第1部にあたる。

## おもなフィルモグラフィ
監督・脚本・製作・出演等のクレジットは、公開日の右側に付した（特筆のないものはすべて監督）。「門前忍」名義のものはその旨明記した。東京国立近代美術館フィルムセンター（NFC）等の所蔵状況についても記す。
- 『殺られた女』 : 監督南部泰三、製作第八芸術映画・映画日本新社、配給センチュリー映画社、1964年10月公開 - 助監督[3]
- 『あばずれ』 : 主演飛鳥公子、製作扇映画、1965年6月公開 - 監督・脚本（監督デビュー作）[4][3][1][2]
- 『紅壺』（べにつぼ） : 主演真山ひとみ、製作扇映画、配給センチュリー映画社、1965年公開 - 監督、74分の上映用プリントをNFCが所蔵[8]
- 『情夫と情婦』 : 製作渡辺プロダクション、1967年4月公開 - 監督・小森白と共同で企画・製作
- 『奴隷未亡人』 : 製作中央映画、配給六邦映画、1967年7月11日公開
- 『悪道魔十年』[3] : 製作東京興映、配給新東宝興業、1967年10月公開 - 小森白・山本晋也と共同で監督、NFCが所蔵[15]
- 『回春部屋』 : 製作中央映画プロ、配給新東宝興業、1968年公開 - 監督、70分の上映用プリントをNFCが所蔵[8]
- 『新妻のもだえ』 : 製作中央映画、配給新東宝興業、1969年公開 - 監督、68分の上映用プリントをNFCが所蔵[8]
- 『絶品の壺』 : 製作中央映画、配給中央映画、1969年公開 - 監督、66分の上映用プリントをNFCが所蔵[8]
- 『男ごろし 極悪弁天』 : 脚本石森史郎、製作日本芸術映画協会、1969年公開
- 『(秘)湯の町 夜のひとで』 : 脚本大和屋竺、製作関東映配、1970年公開 - 監督、2004年DVD発売[7]
- 『売春暴行白書 性暴力を斬る』 : 製作・配給葵映画、1970年3月公開 - 監督・「門前忍」名義で脚本
- 『おんな地獄唄 尺八弁天』 : 脚本大和屋竺、製作わたなべぷろ、1970年10月公開 - 監督、2004年DVD発売[7]
- 『明日なき暴行』 : 製作国映、1970年10月公開 - 監督、VHS発売
- 『日本恥部物語』 : 製作東京興映、1971年1月公開 - 小森白と共同で監督
- 『日本セックス縦断 東日本篇』 : 製作東京興映、1971年7月公開 - 監督、NFCが所蔵[15] - 大久保清事件をモデルにした作品。
- 『好色 旅枕百人斬り』 : 製作・配給大東映画、1973年公開 - 78分の上映用プリントをNFCが所蔵[8]
- 『性楽の交叉点』 : 製作大東映画、1973年6月公開 - 「門前忍」名義で監督
- 『悦楽の交叉点』 : 製作大東映画、1973年公開 - 「門前忍」名義で監督
- 『熟れた桜貝』 : 製作・配給ミリオンフィルム、1974年10月公開 - 「門前忍」名義で監督
- 『禁断 性愛の詩』 : 主演東てる美、製作大東映画、配給大蔵映画、1975年3月21日公開
- 『日本淫乱史』 : 監督宗豊、製作映像社、1976年10月公開 - 「門前忍」名義で脚本
- 『谷ナオミ 縛る』 : 主演谷ナオミ、製作・配給新東宝興業、1977年公開 - 監督、58分の上映用プリントをNFCが所蔵[8]
- 『新宿乱れ街 いくまで待って』 : 監督曾根中生、製作・配給日活、1977年公開 - 出演（カントク役）、81分の上映用プリントをNFCが所蔵[8]
- 『絶品つぼ合わせ』 : 製作ワタナベプロ、1977年4月9日公開 - 監督・「門前忍」名義で企画
- 『新妻ののけぞり』 : 製作ワタナベプロ、配給日活、1977年7月9日公開 - 監督・「門前忍」名義で脚本
- 『少女柔肌縛り』 : 製作・配給新東宝興業、1978年公開 - 監督、59分の上映用プリントをNFCが所蔵[8]
- 『緊縛変態花嫁』 : 製作・配給新東宝興業、1978年公開 - 監督、61分の上映用プリントをNFCが所蔵[8]
- 『縄責め処女を縛る』 : 製作・配給新東宝興業、1978年公開 - 監督、60分の上映用プリントをNFCが所蔵[8]
- 『少女縄化粧』 : 製作・配給新東宝興業、1979年公開 - 監督、61分の上映用プリントをNFCが所蔵[8]
- 『セミドキュメント ぶち込みたい』 : 製作電映、配給にっかつ、1979年3月3日公開 - 監督・「門前忍」名義で企画
- 『私は襲われたい!』 : 監督小川欽也、製作電映、配給にっかつ、1979年6月2日公開 - 脚本・「門前忍」名義で製作
- 『人妻を縛る』 : 脚本小水一男、製作新東宝映画、配給新東宝興業、1979年5月公開 - 監督、61分の上映用プリントをNFCが所蔵[8]
- 『激撮! 日本の緊縛』 : 脚本小水一男、製作ワタナベプロダクション、配給新東宝映画、1980年2月公開
- 『縄で犯す』 : 脚本小水一男、製作新東宝映画、配給新東宝興業、1980年9月公開 - 監督、61分の上映用プリントをNFCが所蔵[8]
- 『緊縛色情夫人』 : 製作わたなべぷろ、配給新東宝興業、1980年11月公開 - 監督、61分の上映用プリントをNFCが所蔵[8]
- 『制服処女のいたみ』 : 脚本小水一男、主演美保純、製作現代映像企画、配給にっかつ、1981年9月25日公開 - 監督、62分の上映用プリントをNFCが所蔵[8]
- 『縄で本番』 : 製作わたなべぷろだくしょん、配給新東宝興業、1981年公開 - 監督、61分の上映用プリントをNFCが所蔵[8]
- 『濡れ肌 刺青を縛る』 : 製作わたなべぷろだくしょん、配給新東宝興業、1982年公開 - 監督、60分の上映用プリントをNFCが所蔵[8]
- 『変態若妻責め』 : 監督五月マリア、製作国映、配給新東宝映画、1982年公開 - 監修、監督、56分の上映用プリントをNFCが所蔵[8]
- 『セーラー服色情飼育』 : 脚本小水ガイラ、主演可愛かずみ、製作フィルムワーカーズ　配給にっかつ、1982年11月15日公開 - 監督、1998年DVD発売[7]
- 『赤い暴行 残酷な責め』 : 製作国映、配給新東宝映画、1983年公開 - 監督、61分の上映用プリントをNFCが所蔵[8]
- 『連続殺人鬼 冷血』 : 製作ジョイパックフィルム・フィルムワーカーズ、配給ジョイパックフィルム、1984年2月11日公開
- 『八神康子 ONANIE』 : 主演八神康子、製作・配給新東宝映画、1984年公開 - 監督、60分の上映用プリントをNFCが所蔵[8]
- 『産婦人科リポート 妊娠』 : 製作国映、配給新東宝映画、1984年公開 - 監督、58分の上映用プリントをNFCが所蔵[8]
- 『スージー明日香 緊縛の舞』 : 主演スージー明日香、製作ローリング21、配給新東宝映画、1985年公開 - 監督、59分の上映用プリントをNFCが所蔵[8]
- 『変態緊縛調教』 : 製作国映、配給新東宝映画、1985年公開 - 監督、61分の上映用プリントをNFCが所蔵[8]
- 『秘肉なぶり縄』 : 製作国映、配給新東宝映画、1985年公開 - 監督、61分の上映用プリントをNFCが所蔵[8]
- 『生板本番 かぶりつき』 : 製作メディアトップ、配給新東宝映画、1989年12月2日公開 - 監督、55分の上映用プリントをNFCが所蔵[8]
- 『紅蓮華』 : 脚本沖島勲、製作三協映画、配給ヒーロー、1992年2月13日公開 - 監督、119分の上映用プリントをNFCが所蔵[8]
- 『ぬるぬる燗燗』 : 監督西山洋一、製作・配給新東宝映画、1996年2月24日公開 - 出演（夢殿簫白役）、70分の上映用プリントをNFCが所蔵[8]
- 『ニューハーフ物語 わたしが女にもどるまで』 : 監督山岡隆資、製作ケイエスエスエムイー・ケイエスエス販売、1997年5月30日公開 - 出演（ビデオ映画）、2008年DVD発売[7]、同DVDを国立国会図書館所蔵[23]
- 『私の骨』 : 監督荻野憲之、製作・配給ジェイブイディー・グローバルエンタテインメント、2001年11月10日公開 - 出演（佐藤英明役）
- 『害虫』 : 監督塩田明彦、製作日活・TBS・ソニーPCL、配給日活、2002年3月16日公開 - 出演（浮浪者役）
- 『独立少女紅連隊』 : 監督安里麻里、製作・配給ユーロスペース、2004年4月24日公開 - 出演
- 『片目だけの恋』 : 製作・配給ユーロスペース、2004年8月28日公開 - 監督、2005年DVD発売[7]
- 『6059』 : 監督ダーティ工藤、製作・配給DKプロダクション、2012年3月9日公開 - 出演
- 『蒼白者』 : 監督常本琢招、製作ゼンケン・常本家、配給カプリコンフィルム、2013年6月8日公開 - 出演